# Tiniteqilaaq
Tiniteqilaaq nebo Teniteqilaq (v tunumiitu Tiilerilaaq, zastarale Tiniteqilâq, Tîlerilâq nebo Teniteqilâq) je město v kraji Sermersooq na západním pobřeží Grónska. V roce 2016 tu žilo 103 obyvatel. Název osady znamená "místo s mnoha kopci".

## Počet obyvatel
Počet obyvatel Tiniteqilaaqu klesá, stejně jako počet obyvatel Kuummiitu a Isortoqu.